# 백순애
백순애(白順愛)는 대한민국의 대한항공 소속 탁구 선수였다. 1987년 인도 뉴델리 세계선수권대회에서 단체전 은메달을 획득하였다.